# Imprimitur

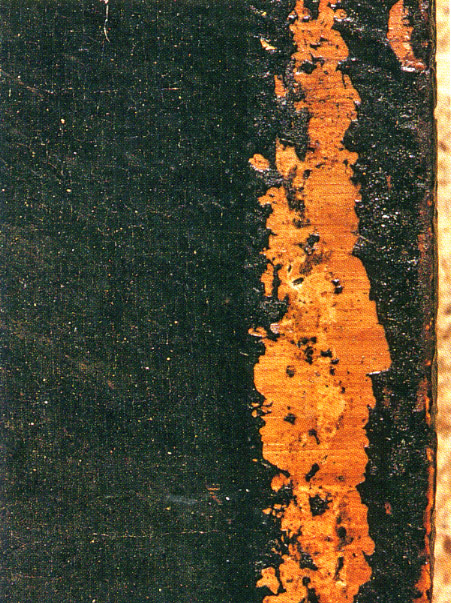
Unter der dunklen, beschädigten Farbschicht liegt die ockerfarbene Imprimitur.

Die Imprimitur ist eine dünne Farbschicht, die direkt auf der Grundierung eines Tafelbildes liegt. Sie wurde in der italienischen Malerei vor, in der deutschen und niederländischen Malerei nach der Unterzeichnung aufgetragen.

## Anwendung
Durch die Herstellung mit den verschiedensten Bindemitteln und Pigmenten reduzierte der Künstler die Saugfähigkeit der Gips- (Gesso) oder Kreidegrundierung im gewünschten Umfang und erhielt einen neutralen Grund für den plastischen Hell-Dunkel-Aufbau der Untermalung. Je nach Farbgebung findet man in der Europäischen Tafelmalerei hell bis dunkel getönte, durchsichtige bis undurchsichtige Imprimituren.
Um 1460 berichtet erstmals Filarete in seinem Traktat von einem Überzug aus einem trocknenden Öl mit geringen Mengen Bleiweiß (um den Trocknungs-/Oxidationsvorgang zu beschleunigen) auf der Grundierung und anderen Farben. Hier lassen sich die Anfänge der Imprimitur vermuten. Der Begriff Imprimitur  taucht aber erstmals in der italienischen Kunstliteratur des 16. Jahrhunderts auf und wird von Giorgio Vasari ausführlich erläutert.
Als Pigmente verwendeten die Künstler häufig solche, die eine hohe Reaktionsfähigkeit mit trocknenden Ölen besitzen, zum Beispiel Bleiweiß, das einem farbgebenden Pigment, wie zum Beispiel Ocker in geringen Mengen zugegeben wurde. Dadurch trocknete/oxidierte die Imprimitur schneller und erlaubte ein baldiges Weiterarbeiten am Gemälde.